# Andres Sutt
Andres Sutt (ur. 11 listopada 1967 w Tartu) – estoński polityk i finansista, deputowany, w latach 2021–2022 minister edukacji i badań naukowych, od 2025 minister energii i środowiska.

## Życiorys
W 1993 ukończył studia z zakresu finansów na Uniwersytecie w Tartu. Został następnie absolwentem zarządzania w INSEAD (2008) oraz negocjacji i przywództwa w Harvard Law School (2015). W latach 90. pracował w Banku Estonii, m.in. jako zastępca dyrektora departamentu polityki banku centralnego. W latach 1999–2001 zatrudniony w Międzynarodowym Funduszu Walutowym. Następnie ponownie związany z estońskim bankiem centralnym, którego w latach 2001–2009 był wiceprezesem. W 2009 powrócił do MFW, następnie od 2012 do 2013 zatrudniony w Europejskim Funduszu Stabilności Finansowej jako starszy doradca dyrektora wykonawczego. W latach 2013–2016 kierował działem bankowości w ramach Europejskiego Mechanizmu Stabilności. Od 2017 do 2018 był członkiem kierownictwa koncernu Eesti Energia.
Zaangażował się w działalność polityczną w ramach Estońskiej Partii Reform. W 2019 i 2023 uzyskiwał mandat posła do Zgromadzenia Państwowego XIV i XV kadencji.
W styczniu 2021 w nowo utworzonym rządzie Kai Kallas objął stanowisko ministra przedsiębiorczości i technologii informacyjnych. Funkcję tę pełnił do lipca 2022. W marcu 2025 dołączył do gabinetu Kristena Michala, powierzono mu w nim funkcję ministra energii i środowiska.

## Odznaczenia
- Order Gwiazdy Białej III klasy (2008)[6]
- Kawaler Legii Honorowej (Francja, 2025)[7]